# Teoria încălcării așteptărilor
Teoria încălcării așteptărilor (Expectancy Violations Theory – EVT) este o teorie a comunicării care analizează modul în care indivizii reacționează la încălcările neanticipate ale normelor și așteptărilor sociale. Teoria a fost propusă de Judee K. Burgoon⁠(d) la sfârșitul anilor 1970 și a continuat în anii 1980 și 1990 sub denumirea de „teoria încălcării așteptărilor nonverbale”, pe baza cercetărilor lui Burgoon care studiază proxemică. Lucrarea lui Burgoon a analizat inițial permisiunile și așteptările indivizilor cu privire la distanța personală și modul în care răspunsurile la încălcările distanței personale au fost influențate de nivelul de simpatie și relația cu cei care au încălcat-o. Teoria a fost ulterior schimbată în denumirea sa actuală atunci când alți cercetători au început să se concentreze asupra încălcărilor așteptărilor comportamentului social dincolo de comunicarea nonverbală.
Această teorie vede comunicarea ca pe un schimb de comportamente, în care comportamentul unui individ poate fi folosit pentru a încălca așteptările altuia. Participanții la comunicare vor percepe schimbul în mod pozitiv sau negativ, în funcție de o relație personală existentă sau de cât de favorabilă este percepută încălcarea. Încălcarea așteptărilor provoacă excitare⁠(d) și obligă destinatarul să inițieze o serie de evaluări cognitive ale încălcării. Teoria prezice că așteptările influențează rezultatul interacțiunii de comunicare ca fiind pozitiv sau negativ și prezice că încălcările pozitive cresc atracția celui care încalcă așteptările, iar încălcările negative scad atracția celui care încalcă așteptările.
Dincolo de proxemică și de examinarea modului în care oamenii interpretează încălcările în multe contexte comunicative date, EVT face, de asemenea, predicții specifice cu privire la reacția indivizilor la încălcările așteptărilor date: indivizii răspund sau se potrivesc comportamentului neașteptat al cuiva și, de asemenea, compensează sau contracarează prin a face opusul comportamentului comunicatorului.

## Componente
EVT examinează trei componente principale în situațiile de comunicare interpersonală⁠(d): Așteptările, valența recompensei comunicatorului și valența încălcării.

### Așteptarea
Așteptările se referă la ceea ce un individ anticipează că se va întâmpla într-o anumită situație. Așteptările se bazează în principal pe normele sociale și pe caracteristicile specifice și idiosincraziile comunicatorilor.
Burgoon (1978) remarcă faptul că oamenii nu privesc comportamentele celorlalți ca fiind aleatorii. Mai degrabă, ei au diverse așteptări cu privire la modul în care ceilalți ar trebui să gândească și să se comporte. EVT propune ca observarea și interacțiunea cu ceilalți să conducă la așteptări. Cele două tipuri de așteptări observate sunt predictive și prescriptive. Așteptările predictive sunt „comportamente pe care ne așteptăm să le vedem pentru că sunt cele mai tipice” (Houser, 2005) și variază de la o cultură la alta. Acestea permit oamenilor să știe la ce să se aștepte pe baza a ceea ce se întâmplă în mod obișnuit în contextul unui anumit mediu și al unei anumite relații. De exemplu, un soț și o soție pot avea o rutină de seară în care soțul spală întotdeauna vasele. Dacă într-o seară el ar ignora vasele murdare, acest lucru ar putea fi considerat o discrepanță predictivă. Așteptările prescriptive, pe de altă parte, se bazează pe „convingeri cu privire la comportamentele care ar trebui realizate” și pe „ceea ce este necesar și dorit” (Houser, 2005). Dacă o persoană intră într-un departament de poliție pentru a raporta o infracțiune, persoana se va aștepta ca poliția să întocmească un raport și să continue cu o anchetă.
Judee Burgoon⁠(d) și Jerold Hale clasifică așteptările existente în două tipuri pe baza procesului de interacțiune: așteptări pre-interacționale și așteptări interacționale. Așteptările pre-interacționale reprezintă pachetul de cunoștințe și abilități pe care o persoană le are deja înainte de a intra într-o conversație. De exemplu, atitudinile agresive pot să nu fie așteptate dacă experiența anterioară nu a inclus confruntarea cu atitudini similare. Așteptările interacționale formează abilitățile echipate pentru a purta o conversație în curs de desfășurare. Într-o conversație sunt așteptate reacții adecvate și înclinarea capului pentru a arăta comportamente de ascultare.
Atunci când teoria a fost propusă pentru prima dată, EVT a identificat trei factori care influențează așteptările unei persoane: Variabilele de interacțiune, variabilele de mediu și variabilele legate de natura interacțiunii. Variabilele de interacțiune sunt trăsăturile persoanelor implicate în comunicare, cum ar fi sexul, atractivitatea, rasa, cultura, statutul și vârsta. Variabilele de mediu includ spațiul disponibil și natura teritoriului din jurul interacțiunii. Variabilele de interacțiune includ normele sociale, scopul interacțiunii și formalitatea situației.
Acești factori au evoluat ulterior în caracteristici ale comunicatorului, caracteristici relaționale și context. Caracteristicile comunicatorului includ trăsături personale precum aspectul, personalitatea și stilul de comunicare al unui individ. De asemenea, includ factori precum vârsta, sexul și originea etnică. Caracteristicile relaționale se referă la factori precum similitudinea, familiaritatea, statutul și simpatia. Tipul de relație pe care un individ îl are cu un altul (de exemplu romantică, de afaceri sau platonică), experiențele anterioare împărtășite între indivizi și cât de apropiați sunt unii de alții sunt, de asemenea, caracteristici relaționale care influențează așteptările. Contextul cuprinde atât caracteristicile mediului, cât și cele ale interacțiunii. Caracteristicile comunicatorului conduc la distincții între bărbați și femei în evaluarea măsurii în care expresiile lor nonverbale de putere și dominare afectează comportamentele de imediatețe. Indicii de imediatețe precum distanța conversațională, aplecarea, orientarea corpului, privirea și atingerea pot diferi între genuri, deoarece creează apropiere sau distanță psihologică între cei care interacționează.
Așteptările comportamentale se pot schimba, de asemenea, în funcție de mediul în care se desfășoară activitatea. De exemplu, o vizită la o biserică va produce așteptări diferite față de o funcție socială. Prin urmare, încălcările așteptate vor fi modificate. În mod similar, așteptările diferă în funcție de cultură. În Europa, cineva se poate aștepta să fie întâmpinat cu trei sărutări pe obraji alternativ, dar nu este cazul în Statele Unite.

### Valența recompensei comunicatorului
Valența recompensei comunicatorului este o evaluare pe care o face cineva despre persoana care a comis o încălcare a așteptărilor. Em Griffin rezumă conceptul din spatele valenței de recompensă a comunicatorului ca fiind „suma atributelor pozitive și negative aduse la întâlnire plus potențialul de a recompensa sau pedepsi în viitor”. Teoria schimbului social explică faptul că indivizii caută să recompenseze pe unii și să evite pedepsirea altora. Atunci când un individ interacționează cu altul, Burgoon consideră că acesta va evalua „atributele pozitive și negative pe care persoana respectivă le aduce la întâlnire”. Dacă persoana are capacitatea de a recompensa sau de a pedepsi receptorul în viitor, atunci persoana are o valență pozitivă de recompensă. Recompensele se referă pur și simplu la capacitatea persoanei de a oferi o dorință sau o nevoie. Aceasta poate fi reprezentată prin mai multe caracteristici, cum ar fi comunicatorii cu clasă socială înaltă, reputație, cunoștințe, sprijin emoțional pozitiv, atractivitate fizică și așa mai departe. Termenul „valența recompensei comunicatorului” este utilizat pentru a descrie rezultatele acestei evaluări. De exemplu, oamenii se vor simți încurajați în timpul conversației atunci când ascultătorul dă din cap, stabilește contact vizual și răspunde activ. Dimpotrivă, dacă ascultătorul evită contactul vizual, cască și trimite mesaje, se subînțelege că nu este interesat de interacțiune, iar vorbitorul se poate simți încălcat. Abaterea de la așteptări nu produce întotdeauna rezultate negative, ceea ce depinde de gradul de recompensă deținut de cel care comunică recompensa. O acțiune poate fi considerată pozitivă de către un comunicator cu recompense mari, aceeași acțiune putând fi considerată negativă de către un comunicator cu recompense mai mici.
Atunci când examinează contextul, relația și caracteristicile comunicatorului într-o anumită întâlnire, indivizii vor ajunge la o așteptare cu privire la modul în care persoana respectivă ar trebui să se comporte. Schimbarea chiar și a uneia dintre aceste variabile de așteptare poate duce la o așteptare diferită. De exemplu, în culturi diferite, privitul direct în ochii interlocutorului, în special într-o conversație personală, poate reprezenta semnificații distincte.

### Valența încălcării
Încălcarea comportamentului stârnește și distrage atenția, atrăgând atenția asupra calităților celui care încalcă comportamentul și asupra relației dintre interactivi. O componentă cheie a EVT este noțiunea de încălcare valență, sau asocierea pe care receptorul o pune pe încălcarea comportamentului. Răspunsul persoanei care încalcă așteptările la o încălcare poate fi pozitiv sau negativ și depinde de două condiții: interpretarea pozitivă sau negativă a comportamentului și natura (recompensarea) persoanei care încalcă așteptările. Natura violatorului este evaluată prin mai multe categorii - atractivitate, prestigiu, capacitatea de a furniza resurse sau relația asociată. De exemplu, o încălcare a distanței personale ar putea avea o valență mai pozitivă dacă este comisă de un membru al sexului opus bogat, puternic, atrăgător din punct de vedere fizic, decât de o persoană murdară, săracă, fără adăpost, cu respirație urât mirositoare. Evaluarea încălcării se bazează pe relația dintre comportamentul particular și valența actorului. Așteptările preinteracționale ale unei persoane, în special atributele personale, pot determina un perceptor să evalueze diferit comportamentul de comunicare al unei ținte în ceea ce privește atribuirea de așteptări cu valențe pozitive și negative.
O altă perspectivă a valenței încălcării este aceea că valoarea pozitivă sau negativă percepută atribuită unei încălcări a așteptărilor este inconsecventă de cine este violatorul. Această perspectivă acordă mult mai multă importanță actului încălcării în sine decât violatorului.

### Excitație
Încălcarea așteptărilor se referă la acțiunile care sunt sensibil diferite de așteptări și sunt clasificate ca fiind în afara intervalului de așteptare. Termenul „arousal value” (valoare de excitație) este utilizat pentru a descrie consecințele abaterilor de la așteptări. Atunci când așteptările indivizilor sunt încălcate, interesele sau atențiile acestora sunt stârnite.
Atunci când apare stârnirea, interesul sau atenția cuiva față de abatere crește, rezultând mai puțină atenție acordată mesajului și mai multă atenție acordată sursei de stârnire. Există două tipuri de excitații. Excitarea cognitivă este ideea că oamenii vor fi conștienți mental de încălcare. Excitarea fizică apare atunci când oamenii au acțiuni și comportamente corporale ca răspuns la abaterile de la așteptările lor. De exemplu, atunci când o persoană experimentează excitarea fizică, aceasta alege să se mute din spațiul fizic, să păstreze distanța față de alți conversaționiști sau să își întindă corpul. Beth Le Poire și Judee Burgoon fac o cercetare pentru a examina excitarea fizică în conversație. Rezultatul arată că, după ce participanții își raportează excitarea cognitivă, fizic vorbind, ritmul cardiac scade și volumul pulsului crește.

### Pragul amenințării
Apariția excitației este aliniată cu amenințările. Burgoon a introdus termenul „prag de amenințare” pentru a explica faptul că oamenii au niveluri diferite de toleranță față de încălcări la distanță. Pragul de amenințare este ridicat atunci când oamenii se simt bine chiar dacă păstrează o distanță foarte mică față de violator, în timp ce persoanele cu un prag de amenințare scăzut vor fi sensibile și inconfortabile cu privire la apropierea de distanță față de violator.

## Ipoteze teoretice și puncte de vedere

### Propuneri
După evaluarea așteptării, a valenței încălcării și a valenței recompensei comunicatorului într-o anumită situație, devine posibil să se facă predicții destul de specifice cu privire la faptul dacă individul care a perceput încălcarea va reciproca sau va compensa comportamentul în cauză. Guerrero și Burgoon au observat că se dezvoltă modele previzibile atunci când se iau în considerare împreună valența recompensei și valența încălcării. În mod specific, dacă valența încălcării este percepută ca pozitivă și valența recompensei comunicatorului este, de asemenea, percepută ca pozitivă, teoria prezice că indivizii vor reciproca comportamentul pozitiv. În mod similar, dacă o persoană percepe valența încălcării ca fiind negativă și valența recompensei comunicatorului ca fiind negativă, teoria prezice din nou că o persoană va reciproca comportamentul negativ. Astfel, dacă un coleg care nu este apreciat este morocănos și neplăcut, oamenii vor fi probabil reciproci și vor fi neplăcuți în schimb.
Dimpotrivă, dacă o persoană percepe o valență negativă a încălcării, dar consideră că valența recompensei comunicatorului este pozitivă, este probabil ca persoana respectivă să compenseze comportamentul negativ al partenerului său. De exemplu, imaginați-vă că un supraveghetor pare morocănos și aruncă un teanc de hârtii în fața unui angajat. În loc să răspundă cu un mormăit, EVT prezice că angajatul va compensa negativitatea șefului, poate întrebând dacă totul este în regulă. Cu toate acestea, mai dificil de prezis este situația în care o persoană care este privită în mod nefavorabil violează o alta printr-un comportament pozitiv. În această situație, receptorul poate da reciprocitate, acordând persoanei „beneficiul îndoielii”.
Ipotezele discutate până acum pot fi rezumate în șase propuneri majore postate de EVT:
1. Oamenii dezvoltă așteptări cu privire la comportamentul verbal și nonverbal de comunicare de la alte persoane.
2. Încălcarea acestor așteptări provoacă excitare și distragere a atenției, determinând receptorul să își îndrepte atenția către celălalt, către relație și către semnificația încălcării.
3. Valența recompensei comunicatorului determină interpretarea comunicării ambigue.
4. Valența recompensei comunicatorului determină modul în care comportamentul este evaluat.
5. Valențele încălcării sunt determinate de trei factori: 
  1. evaluarea comportamentului
  2. dacă comportamentul este sau nu mai mult sau mai puțin favorabil decât așteptările. O încălcare pozitivă are loc atunci când comportamentul este mai favorabil decât așteptările. O încălcare negativă are loc atunci când comportamentul este mai puțin favorabil.
  3. Magnitudinea încălcării.
6. Încălcările pozitive produc rezultate mai favorabile decât comportamentul care corespunde așteptărilor, iar încălcările negative produc rezultate mai nefavorabile decât comportamentul care corespunde așteptărilor.

### Nevoi de spațiu personal și de afiliere
EVT se bazează pe o serie de axiomee de comunicare. EVT presupune că oamenii au două nevoi concurente: O nevoie de spațiu personal și o nevoie de afiliere. Mai exact, toți oamenii au nevoie de o anumită cantitate de spațiu personal, denumit și distanță sau intimitate. De asemenea, oamenii doresc o anumită cantitate de apropiere de ceilalți, sau afiliere.  EVT încearcă să explice "spațiul personal" și semnificațiile care se formează atunci când așteptările privind spațiul personal adecvat sunt încălcate.
O altă caracteristică a spațiului personal este teritorialitatea. Teritorialitatea se referă la comportamentul care „este caracterizat prin identificarea cu o zonă geografică într-un mod care indică proprietatea” (Hall, 1966). La oameni, teritorialitatea se referă la sentimentul de proprietate al unui individ asupra elementelor fizice, spațiului, obiectelor sau ideilor și la comportamentul defensiv ca răspuns la invaziile teritoriale. Teritorialitatea implică trei tipuri de teritorii: Teritorii primare, teritorii secundare și teritorii publice. Teritoriile primare sunt considerate exclusive pentru un individ. Teritoriile secundare sunt obiecte, spații sau locuri care „pot fi revendicate temporar” (Hall, 1966), dar nu sunt nici centrale pentru viața individului și nici nu sunt deținute exclusiv. Teritoriile publice sunt „disponibile aproape oricui pentru o proprietate temporară”. Teritorialitatea este frecvent însoțită de prevenire și reacție. Atunci când un individ percepe că una dintre nevoile sale a fost compromisă, EVT prezice că acesta va reacționa. De exemplu, atunci când are loc o încălcare ofensivă, individul tinde să reacționeze ca și cum și-ar proteja teritoriul.

### Proxemică
EVT oferă o oportunitate de a studia modul în care indivizii comunică prin intermediul spațiului personal. Această parte a teoriei explică noțiunea de „spațiu personal” și reacțiile unui individ față de alte persoane care par să „încalce” sentimentul lor de spațiu personal. Cu toate acestea, ceea ce oamenii definesc drept spațiu personal variază de la cultură la cultură și de la persoană la persoană. „Succesul” sau „eșecul” încălcărilor sunt legate de atracția, credibilitatea, influența și implicarea percepute. Contextul și scopul interacțiunii sunt relevante, la fel ca și caracteristicile comunicatorului de gen, relații, statut, clasă socială, etnie și cultură. Când vine vorba de diferite interacțiuni între oameni, ceea ce așteaptă fiecare persoană de la interacțiune va influența dorința sa individuală de a risca încălcarea. Dacă o persoană se simte confortabilă într-o situație, este mai probabil să riște să încalce regulile și, la rândul său, va fi recompensată pentru aceasta.
Introdusă de Edward Hall în 1966⁠(d), proxemica se referă la distanța dintre oameni atunci când interacționează între ei. Distanța spațială în timpul unei interacțiuni poate fi un indiciu al tipului de relație care există între persoanele implicate.

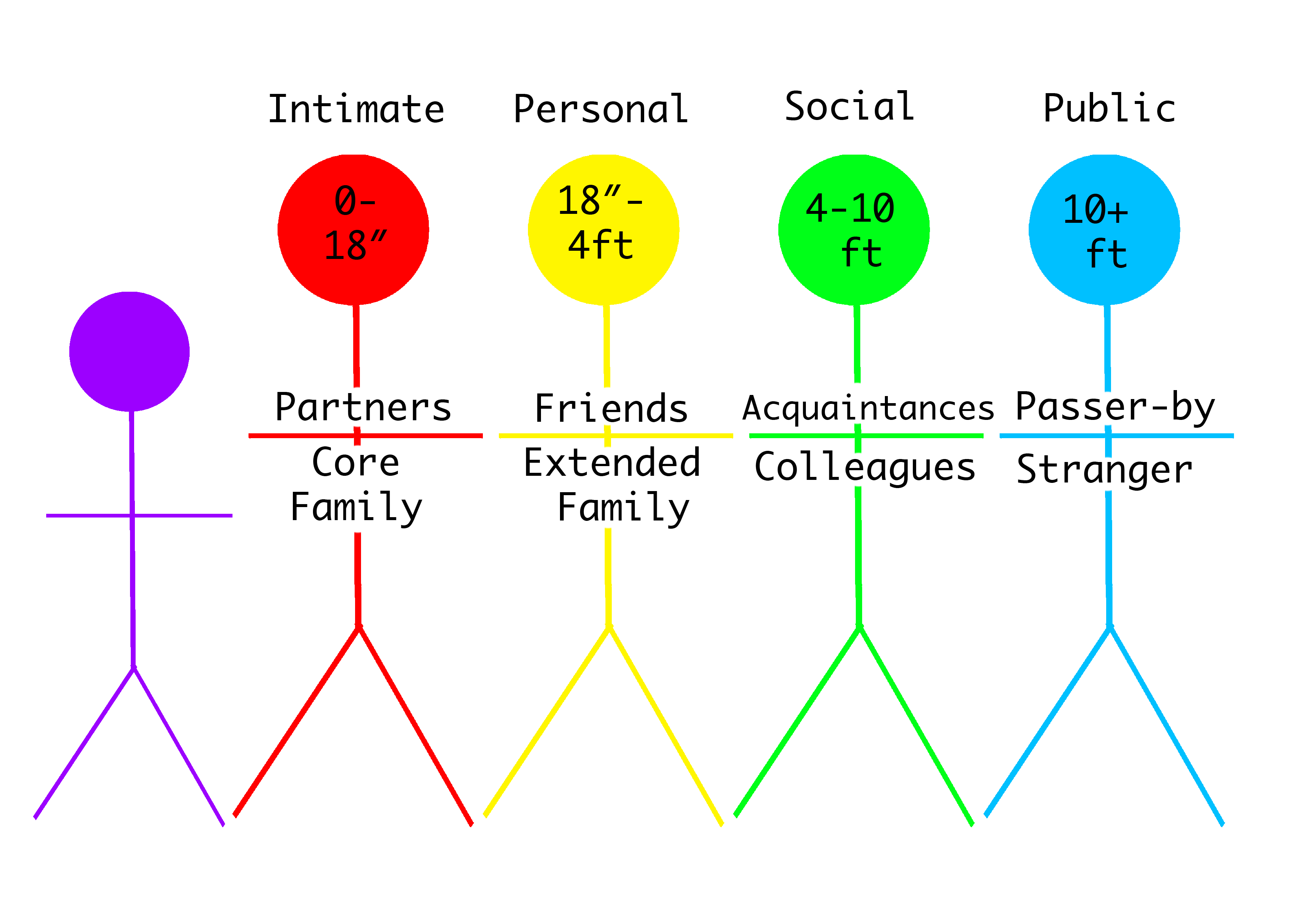
Diagrama așteptărilor privind spațiul personal

Există 4 zone personale diferite definite de Hall. Aceste zone includ:
1. Distanța intimă: (0-18 inch) - Această distanță este pentru întâlniri apropiate, intime. În mod normal, familia de bază, prietenii apropiați, amanți sau animal de companie. Oamenii vor împărtăși în mod normal un nivel unic de confort unul cu celălalt.[36]
2. Distanța personală: (18 inch - 4 picioare) - Rezervată conversațiilor cu prieteni, familie extinsă, asociați și discuțiilor de grup. Distanța personală va oferi fiecărei persoane mai mult spațiu în comparație cu distanța intimă, dar este totuși suficient de aproape pentru a implica atingerea reciprocă.[36]
3. Distanța socială: (4-10 picioare) - Această distanță este rezervată grupurilor nou formate și noilor cunoștințe și colegi abia întâlniți. În general, oamenii nu se angajează fizic unii cu alții în această secțiune.[36]
4. Distanța publică: (de la 3 metri la infinit) - Rezervată pentru un cadru public cu publici mari, străini, discursuri și teatru.

Multe culturi diferite sunt influențate de proxemică în moduri diferite și răspund diferit la aceeași situație. În unele culturi, cei care nu au format relații apropiate se pot saluta cu sărutări pe obraz, angajându-se reciproc în intervalul intim al proxemiei. În alte culturi, salutul obișnuit este o strângere de mână, care menține o separare fizică, dar se află la distanță personală. În zonele proxemice, acțiunile pot fi interpretate diferit în funcție de cultură. De exemplu, japonezii nu se adresează altora pe nume decât dacă li s-a dat permisiunea. În Japonia, adresarea cuiva pe numele mic fără permisiune este considerată o insultă. În cultura japoneză, ei se adresează oamenilor folosind numele de familie și „san”, care este echivalentul lui „Mr.”, „Mrs.” și „Ms.” în limba engleză. Modul în care japonezii se adresează unii altora este un exemplu de zonă proxemică verbală. O persoană japoneză care permite unei alte persoane să îi spună pe nume este un exemplu de distanță intimă, deoarece acesta este un privilegiu acordat doar unei persoane foarte apropiate.